# Lista i wyniki gal UFC na terenie Australii i Oceanii
Lista i wyniki gal UFC na terenie Australii i Oceanii.

## Lista gal
| Nr | Gala                                        | Data                | Miejsce                                                            | Frekwencja widowni |
| -- | ------------------------------------------- | ------------------- | ------------------------------------------------------------------ | ------------------ |
| 1  | UFC 110                                     | 21 lutego 2010      | Acer Arena, Sydney, Australia                                      | 17 831             |
| 2  | UFC 127                                     | 27 lutego 2011      | Acer Arena, Sydney, Australia                                      | 18 186             |
| 3  | UFC on FX 2: Alves vs. Kampmann             | 3 marca 2012        | Allphones Arena, Sydney, Australia                                 | 14 547             |
| 4  | UFC on FX 6: Sotiropoulos vs. Pearson       | 15 grudnia 2012     | Gold Coast Convention and Exhibition Centre, Gold Coast, Australia | 5 133              |
| 5  | UFC Fight Night 33: Hunt vs. Bigfoot        | 7 grudnia 2013      | Brisbane Entertainment Centre, Brisbane, Australia                 | 11 393             |
| 6  | UFC Fight Night 43: Te Huna vs. Marquardt   | 28 czerwca 2014     | Vector Arena, Auckland, Nowa Zelandia                              | 8 089              |
| 7  | UFC Fight Night 55: Rockhold vs. Bisping    | 8 listopada 2014    | Allphones Arena, Sydney, Australia                                 | 9 904              |
| 8  | UFC Fight Night 65: Miocic vs. Hunt         | 10 maja 2015        | Adelaide Entertainment Centre, Adelaide, Australia                 | 7 984              |
| 9  | UFC 193                                     | 15 listopada 2015   | Docklands Stadium, Melbourne, Australia                            | 56 214             |
| 10 | UFC Fight Night 85: Hunt vs. Mir            | 20 marca 2016       | Brisbane Entertainment Centre, Brisbane, Australia                 | 9 552              |
| 11 | UFC Fight Night 101: Whittaker vs. Brunson  | 27 listopada 2016   | Rod Laver Arena, Melbourne, Australia                              | 13 721             |
| 12 | UFC Fight Night 110: Lewis vs. Hunt         | 11 czerwca 2017     | Spark Arena, Auckland, Nowa Zelandia                               | 8 649              |
| 13 | UFC Fight Night 121: Werdum vs. Tybura      | 19 listopada 2017   | Qudos Bank Arena, Sydney, Australia                                | 10 021             |
| 14 | UFC 221                                     | 11 lutego 2018      | Perth Arena, Perth, Australia                                      | 12 437             |
| 15 | UFC Fight Night 142: Dos Santos vs. Tuivasa | 2 grudnia 2018      | Adelaide Entertainment Centre, Adelaide, Australia                 | 8 862              |
| 16 | UFC 234                                     | 10 lutego 2019      | Rod Laver Arena, Melbourne, Australia                              | 15 238             |
| 17 | UFC 243                                     | 6 października 2019 | Marvel Stadium, Melbourne, Australia                               | 57 127             |
| 18 | UFC on ESPN+ 26: Felder vs. Hooker          | 23 lutego 2020      | Spark Arena, Auckland, Nowa Zelandia                               | 10 025             |
| 19 | UFC 284                                     | 12 lutego 2023      | RAC Arena, Perth, Australia                                        | 14 124             |
| 20 | UFC 293                                     | 10 września 2023    | Qudos Bank Arena, Sydney, Australia                                | 18 168             |
| 21 | UFC 305                                     | 17 sierpnia 2024    | RAC Arena, Perth, Australia                                        | 14 152             |
| 22 | UFC 312                                     | 8 lutego 2025       | Qudos Bank Arena, Sydney, Australia                                |                    |
| 22 | UFC                                         | 2025                |                                                                    |                    |

## Wykaz miast na terenie Australii i Oceanii w których gościło UFC
"stan na 19 grudnia 2024"
- Sydney  - 8 razy
- Melbourne  - 4 razy
- Perth  - 3 razy
- Auckland  - 3 razy
- Brisbane  - 2 razy
- Adelaide  - 1 raz
- Gold Coast  - 1 raz

## Wyniki gal

### UFC 110
Walka Wieczoru:
- Walka w kategorii ciężkiej:  Antônio Rodrigo Nogueira –  Cain Velasquez

Zwycięstwo Velasqueza przez KO w 1 rundzie
Karta Główna:
- Walka w kategorii średniej:  Wanderlei Silva –  Michael Bisping

Zwycięstwo Silvy przez jednogłośną decyzję sędziów
- Walka w kategorii lekkiej:  George Sotiropoulos –  Joe Stevenson

Zwycięstwo Sotiropoulosa przez jednogłośną decyzję sędziów
- Walka w kategorii półciężkiej:  Ryan Bader –  Keith Jardine

Zwycięstwo Badera przez KO w 3 rundzie
- Walka w kategorii ciężkiej:  Anthony Perosh –  Mirko Filipović

Zwycięstwo Filipovicia przez TKO w 2 rundzie
Karta Wstępna:
- Walka w kategorii półciężkiej:  Krzysztof Soszyński –  Stephan Bonnar

Zwycięstwo Soszyńskiego przez TKO w 3 rundzie
- Walka w kategorii półśredniej:  Brian Foster –  Chris Lytle

Zwycięstwo Lytle przez poddanie w 1 rundzie
- Walka w kategorii średniej:  Goran Reljić –  C.B. Dollaway

Zwycięstwo Dollawaya przez jednogłośną decyzję sędziów
- Walka w kategorii półciężkiej:  James Te Huna –  Igor Pokrajac

Zwycięstwo Pokrajaca przez TKO w 3 rundzie

Nagrody bonusowe:
- Walka wieczoru →   George Sotiropoulos –  Joe Stevenson
- Poddanie wieczoru →  Chris Lytle
- Nokaut wieczoru →  Cain Velasquez

### UFC 127
Walka Wieczoru:
- Walka w kategorii półśredniej:  Jon Fitch –  B.J. Penn

Remis większościowy

Karta Główna:
- Walka w kategorii średniej:  Michael Bisping –  Jorge Rivera

Zwycięstwo Bispinga przez TKO w 2 rundzie
- Walka w kategorii lekkiej:  George Sotiropoulos –  Dennis Siver

Zwycięstwo Sivera przez jednogłośną decyzję sędziów
- Walka w kategorii półśredniej:  Brian Ebersole –  Chris Lytle

Zwycięstwo Ebersole przez jednogłośną decyzję sędziów
- Walka w kategorii średniej:  Kyle Noke –  Chris Camozzi

Zwycięstwo Noke przez poddanie w 1 rundzie
Karta Wstępna:
- Walka w kategorii lekkiej:  Ross Pearson –  Spencer Fisher

Zwycięstwo Pearsona przez jednogłośną decyzję sędziów
- Walka w kategorii półciężkiej:  James Te Huna –  Alexander Gustafsson

Zwycięstwo Gustafssona przez poddanie w 1 rundzie
- Walka w kategorii średniej:  Nick Ring –  Riki Fukuda

Zwycięstwo Ringa przez jednogłośną decyzję sędziów
- Walka w kategorii półciężkiej:  Anthony Perosh –  Tom Blackledge

Zwycięstwo Perosha przez poddanie w 1 rundzie
- Walka w kategorii piórkowej:  Tiequan Zhang –  Jason Reinhardt

Zwycięstwo Zhanga przez poddanie w 1 rundzie
- Walka w kategorii ciężkiej:  Mark Hunt –  Chris Tuchscherer

Zwycięstwo Hunta przez KO w 2 rundzie
- Walka w kategorii lekkiej:  Curt Warburton –  Maciej Jewtuszko

Zwycięstwo Warburtona przez jednogłośną decyzję sędziów

Nagrody bonusowe:
- Walka wieczoru →  Brian Ebersole –  Chris Lytle
- Poddanie wieczoru →  Kyle Noke
- Nokaut wieczoru →  Mark Hunt

### UFC on FX 2: Alves vs. Kampmann
Walka Wieczoru:
- Walka w kategorii półśredniej:  Thiago Alves –  Martin Kampmann

Zwycięstwo Kampmanna przez poddanie w 3 rundzie

Karta Główna:
- Walka półfinałowa turnieju w kategorii  muszej:  Yasuhiro Urushitani –  Joseph Benavidez

Zwycięstwo Benavideza przez TKO w 2 rundzie
- Walka półfinałowa turnieju w kategorii  muszej:  Demetrious Johnson –  Ian McCall

Zwycięstwo Johnsona przez większościową decyzję sędziów
- Walka w kategorii średniej:  Costas Philippou –  Court McGee

Zwycięstwo McGee przez jednogłośną decyzję sędziów

Karta Wstępna:
- Walka w kategorii półciężkiej:  James Te Huna –  Aaron Rosa

Zwycięstwo Te Huny przez TKO w 1 rundzie
- Walka w kategorii półciężkiej:  Anthony Perosh –  Nick Penner

Zwycięstwo Perosha przez TKO w 1 rundzie
- Walka w kategorii piórkowej:  Cole Miller –  Steven Siler

Zwycięstwo Silera przez jednogłośną decyzję sędziów
- Walka w kategorii średniej:  Kyle Noke –  Andrew Craig

Zwycięstwo Craiga przez jednogłośną decyzję sędziów
- Walka w kategorii półśredniej:  Jake Hecht –  TJ Waldburger

Zwycięstwo Waldburgera przez poddanie w 1 rundzie
- Walka w kategorii piórkowej:  Daniel Pineda –  Mackens Semerzier

Zwycięstwo Pinedy przez poddanie w 1 rundzie
- Walka w kategorii ciężkiej:  Oli Thompson –  Shawn Jordan

Zwycięstwo Jordana przez TKO w 2 rundzie
Nagrody bonusowe:
- Walka wieczoru →  Demetrious Johnson –  Ian McCall
- Poddanie wieczoru →  Martin Kampmann
- Nokaut wieczoru →  Joseph Benavidez

### UFC on FX 6: Sotiropoulos vs. Pearson
Walka Wieczoru:
- Walka w kategorii lekkiej:  George Sotiropoulos –  Ross Pearson

Zwycięstwo Pearsona przez TKO w 3 rundzie

Karta Główna:
- Walka finałowa The Ultimate Fighter: The Smashes w kategorii półśredniej:  Robert Whittaker –  Brad Scott

Zwycięstwo Whittakera przez jednogłośną decyzję sędziów
- Walka The Ultimate Fighter: The Smashes w kategorii lekkiej:  Colin Fletcher –  Norman Parke

Zwycięstwo Parke'a przez jednogłośną decyzję sędziów
- Walka w kategorii średniej:  Rousimar Palhares –  Hector Lombard

Zwycięstwo Lombarda przez KO w 1 rundzie
Karta Wstępna:
- Walka w kategorii piórkowej:  Chad Mendes –  Yaotzin Meza

Zwycięstwo Mendesa przez TKO w 1 rundzie
- Walka w kategorii półciężkiej:  Igor Pokrajac –  Joey Beltran

Zwycięstwo
- Walka w kategorii półśredniej:  Seth Baczynski –  Mike Pierce

Zwycięstwo Pierce'a przez jednogłośną decyzję sędziów
- Walka w kategorii półśredniej:  Ben Alloway –  Manny Rodriguez

Zwycięstwo Alloway'a przez KO w 1 rundzie
- Walka w kategorii półciężkiej:  Brendan Loughnane –  Mike Wilkinson

Zwycięstwo Wilkinsona przez jednogłośną decyzję sędziów
- Walka w kategorii lekkiej:  Nick Penner –  Cody Donovan

Zwycięstwo Donovana przez TKO w 1 rundzie

Nagrody bonusowe:
- Walka wieczoru →  Nick Penner –  Cody Donovan
- Nokaut wieczoru →  Ben Alloway

### UFC Fight Night 33: Hunt vs. Bigfoot
Walka Wieczoru:
- Walka w kategorii ciężkiej:  Mark Hunt –  Antônio Silva

Remis
Karta Główna:
- Walka w kategorii półciężkiej:  James Te Huna –  Maurício Rua

Zwycięstwo Ruy przez KO w 1 rundzie
- Walka w kategorii półciężkiej:  Anthony Perosh –  Ryan Bader

Zwycięstwo Badera przez jednogłośną decyzję sędziów
- Walka w kategorii ciężkiej:  Soa Palelei –  Pat Barry

Zwycięstwo Palelei przez TKO w 1 rundzie
- Walka w kategorii średniej:  Dylan Andrews –  Clint Hester

Zwycięstwo Hestera przez TKO w 2 rundzie
- Walka kobiet w kategorii koguciej:  Bethe Correia –  Julie Kedzie

Zwycięstwo Correiry przez niejednogłośną decyzję sędziów
Karta Wstępna:
- Walka w kategorii koguciej:  Takeya Mizugaki –  Nam Phan

Zwycięstwo Mizugaki'ego przez jednogłośną decyzję sędziów
- Walka w kategorii średniej:  Caio Magalhães –  Nick Ring

Zwycięstwo Magalhãesa przez jednogłośną decyzję sędziów
- Walka w kategorii muszej:  Richie Vaculik –  Justin Scoggins

Zwycięstwo Scogginsa przez TKO w 1 rundzie
- Walka w kategorii średniej:  Bruno Santos –  Krzysztof Jotko

Zwycięstwo Jotki przez jednogłośną decyzję sędziów
- Walka w kategorii półśredniej:  Ben Wall –  Alex Garcia

Zwycięstwo Garci przez TKO w 1 rundzie
Nagrody bonusowe:
- Walka wieczoru →  Mark Hunt –  Antônio Silva
- Nokaut wieczoru →  Maurício Rua

### UFC Fight Night 43: Te Huna vs. Marquardt
Walka Wieczoru:
- Walka w kategorii średniej:  James Te Huna –  Nate Marquardt

Zwycięstwo Marquardta przez poddanie w 1 rundzie

Karta Główna:
- Walka w kategorii ciężkiej:  Soa Palelei –  Jared Rosholt

Zwycięstwo Rosholta przez jednogłośną decyzję sędziów
- Walka w kategorii piórkowej:  Charles Oliveira –  Hatsu Hioki

Zwycięstwo Oliveiry przez poddanie w 2 rundzie
- Walka w kategorii półśredniej:  Robert Whittaker –  Mike Rhodes

Zwycięstwo Whittakera przez jednogłośną decyzję sędziów
Karta Wstępna:
- Walka w kategorii lekkiej:  Jake Matthews –  Dashon Johnson

Zwycięstwo
- Walka w kategorii muszej:  Richie Vaculik –  Roldan Sangcha-an

Zwycięstwo Vaculika przez jednogłośną decyzję sędziów
- Walka w kategorii półśredniej:  Vik Grujic –  Chris Indich

Zwycięstwo Grujicia przez TKO w 1 rundzie
- Walka w kategorii półśredniej:  Rodrigo de Lima –  Neil Magny

Zwycięstwo Magny'ego przez TKO w 2 rudzie
- Walka w kategorii piórkowej:  Ian Entwistle –  Dan Hooker

Zwycięstwo Hookera przez TKO w 1 rundzie
- Walka w kategorii półciężkiej:  Sean O'Connell –  Gian Villante

Zwycięstwo Villante przez niejednogłośną decyzję sędziów
Nagrody bonusowe:
- Walka wieczoru →  Sean O'Connell –  Gian Villante
- Występ wieczoru →  Charles Oliveira oraz  Nate Marquardt

### UFC Fight Night 55: Rockhold vs. Bisping
Walka Wieczoru:
- Walka w kategorii średniej:  Luke Rockhold –  Michael Bisping

Zwycięstwo Rockholda przez poddanie w 2 rundzie
Karta Główna:
- Walka w kategorii lekkiej:  Ross Pearson –  Al Iaquinta

Zwycięstwo Iaquinty przez TKO w 2 rundzie
- Walka w kategorii średniej:   Robert Whittaker –  Clint Hester

Zwycięstwo Whittakera przez TKO w 2 rundzie
- Walka w kategorii ciężkiej:  Soa Palelei –  Walt Harris

Zwycięstwo Paleleia przez TKO w 2 rundzie
Karta Wstępna:
- Walka w kategorii lekkiej:  Jake Matthews –  Vagner Rocha

Zwycięstwo Matthewsa przez poddanie w 2 rundzie
- Walka w kategorii półciężkiej:  Anthony Perosh –  Guto Inocente

Zwycięstwo Perosha przez poddanie w 1 rundzie
- Walka w kategorii średniej:  Dylan Andrews –  Sam Alvey

Zwycięstwo Alveya przez KO w 1 rundzie
- Walka w kategorii muszej:  Richie Vaculik –  Louis Smolka

Zwycięstwo Smolki przez TKO w 3 rundzie
- Walka w kategorii półśredniej:  Vik Grujic –  Chris Clements

Zwycięstwo Clementsa przez TKO w 1 rundzie
- Walka w kategorii średniej:  Daniel Kelly –  Luke Zachrich

Zwycięstwo Kelly'ego przez poddanie w 1 rundzie
- Walka w kategorii koguciej:  Zhumabek Tursyn –  Marcus Brimage

Zwycięstwo Brimage przez KO w 1 rundzie
Nagrody bonusowe:
- Walka wieczoru →  Robert Whittaker –  Clint Hester
- Występ wieczoru →  Luke Rockhold oraz  Louis Smolka

### UFC Fight Night 65: Miocic vs. Hunt
Walka Wieczoru:
- Walka w kategorii ciężkiej:  Stipe Miocic –  Mark Hunt

Zwycięstwo Miocicia przez TKO w 5 rundzie
Karta Główna:
- Walka w kategorii średniej:   Robert Whittaker –  Brad Tavares

Zwycięstwo
- Walka w kategorii półciężkiej:  Anthony Perosh –  Sean O'Connell

Zwycięstwo O'Conella przez TKO w 1 rundzie
- Walka w kategorii lekkiej:  Jake Matthews –  James Vick

Zwycięstwo Vicka przez poddanie w 1 rundzie
Karta Wstępna:
- Walka w kategorii piórkowej:  Dan Hooker –  Hatsu Hioki

Zwycięstwo Hookera przez KO w 2 rundzie
- Walka w kategorii półśredniej:  Kyle Noke –  Jonavin Webb

Zwycięstwo
- Walka w kategorii średniej:  Daniel Kelly –  Sam Alvey

Zwycięstwo Alveya przez TKO w 1 rundzie
- Walka kobiet w kategorii słomkowej:  Bec Rawlings –  Lisa Ellis

Zwycięstwo Rawlings przez poddanie w 1 rundzie
- Walka w kategorii średniej:  Dylan Andrews –  Brad Scott

Zwycięstwo Scotta przez poddanie w 2 rundzie
- Walka kobiet w kategorii słomkowej:  Alex Chambers –  Kailin Curran

Zwycięstwo Chambers przez poddanie w 3 rundzie
- Walka w kategorii półśredniej:  Vik Grujic –  Brendan O'Reilly

Zwycięstwo O'Reillya przez jednogłośną decyzję sędziów
- Walka w kategorii muszej:  Alptekin Özkılıç –  Ben Nguyen

Zwycięstwo Nguyena przez TKO w 1 rundzie
Nagrody bonusowe:
- Występ wieczoru →  Alex Chambers,  Dan Hooker,  Robert Whittaker oraz  James Vick

### UFC 193
Walka Wieczoru:
- Walka kobiet  pas mistrzowski UFC w kategorii koguciej:  Ronda Rousey –  Holly Holm

Zwycięstwo Holm przez KO w 2 rundzie
Karta Główna:
- Walka kobiet o pas mistrzowski UFC w kategorii słomkowej:  Joanna Jędrzejczyk –  Valérie Létourneau

Zwycięstwo Jędrzejczyk przez jednogłośną decyzję sędziów
- Walka w kategorii ciężkiej:  Antônio Silva –  Mark Hunt

Zwycięstwo Hunta przez TKO w 1 rundzie
- Walka w kategorii średniej:  Robert Whittaker –  Uriah Hall

Zwycięstwo Whittakera przez jednogłośną decyzję sędziów
- Walka w kategorii ciężkiej:  Stefan Struve –  Jared Rosholt

Zwycięstwo Rosholta przez jednogłośną decyzję sędziów
Karta Wstępna:
- Walka w kategorii lekkiej:  Jake Matthews –  Akbarh Arreola

Zwycięstwo Matthewsa przez TKO w 2 rundzie
- Walka w kategorii półśredniej:  Kyle Noke –  Peter Sobotta

Zwycięstwo Noke przez TKO w 1 rundzie
- Walka w kategorii półciężkiej:  Anthony Perosh –  Gian Villante

Zwycięstwo Villante przez KO w 1 rundzie
- Walka w kategorii muszej:  Richie Vaculik –  Danny Martinez

Zwycięstwo Martineza przez jednogłośną decyzję sędziów
- Walka w kategorii średniej:  Daniel Kelly –  Steve Montgomery

Zwycięstwo Kelly'ego przez jednogłośną decyzję sędziów
- Walka w kategorii półśredniej:  Steven Kennedy –  Richard Walsh

Zwycięstwo Walsha przez jednogłośną decyzję sędziów
- Walka w kategorii półśredniej:  Anton Zafir –  James Moontasri

Zwycięstwo Moontasri'ego przez TKO w 1 rundzie
- Walka w kategorii muszej:  Ryan Benoit –  Ben Nguyen

Zwycięstwo Nguyena przez poddanie w 1 rundzie

Nagrody bonusowe:
- Walka wieczoru →  Ronda Rousey –  Holly Holm
- Występ wieczoru →  Kyle Noke oraz  Holly Holm

### UFC Fight Night 85: Hunt vs. Mir
Walka Wieczoru:
- Walka w kategorii ciężkiej:  Mark Hunt –  Frank Mir

Zwycięstwo Hunta przez KO w 1 rundzie
Karta Główna:
- Walka w kategorii półśredniej:  Hector Lombard –  Neil Magny

Zwycięstwo Magny'ego przez TKO w 3 rundzie
- Walka w kategorii lekkiej:  Jake Matthews –  Johnny Case

Zwycięstwo Matthewsa przez poddanie w 3 rundzie
- Walka w kategorii średniej:  Daniel Kelly –  Antônio Carlos Júnior

Zwycięstwo Kelly'ego przez TKO w 3 rundzie
- Walka w kategorii półciężkiej:  James Te Huna –  Steve Bossé

Zwycięstwo Bossé przez KO w 1 rundzie
- Walka kobiet w kategorii słomkowej:  Bec Rawlings –  Seo Hee Ham

Zwycięstwo Rawlings przez jednogłośną decyzję sędziów

Karta Wstępna:
- Walka w kategorii półśredniej:  Brendan O'Reilly –  Alan Jouban

Zwycięstwo Joubana przez TKO w 1 rundzie
- Walka w kategorii piórkowej:  Dan Hooker –  Mark Eddiva

Zwycięstwo Hookera przez poddanie w 1 rundzie
- Walka kobiet w kategorii koguciej:  Rin Nakai –  Leslie Smith

Zwycięstwo Smith przez jednogłośną decyzję sędziów
- Walka w kategorii półśredniej:  Richard Walsh –  Viscardi Andrade

Zwycięstwo Andrade przez jednogłośną decyzję sędziów
- Walka w kategorii lekkiej:  Chad Laprise –  Ross Pearson

Zwycięstwo Laprise przez niejednogłośną decyzję sędziów
- Walka w kategorii lekkiej:  Damien Brown –  Alan Patrick

Zwycięstwo Patricka przez jednogłośną decyzję sędziów
Nagrody bonusowe:
- Walka wieczoru →  Jake Matthews –  Johnny Case
- Występ wieczoru →  Mark Hunt oraz  Neil Magny

### UFC Fight Night 101: Whittaker vs. Brunson
Walka Wieczoru:
- Walka w kategorii średniej:  Robert Whittaker –  Derek Brunson

Zwycięstwo Whittakera przez TKO w 1 rundzie
Karta Główna:
- Walka w kategorii lekkiej:  Jake Matthews –  Andrew Holbrook

Zwycięstwo Holbrooka przez niejednogłośną decyzję sędziów
- Walka w kategorii półśredniej:  Kyle Noke –  Omari Akhmedov

Zwycięstwo Akhmedova przez jednogłośną decyzję sędziów
- Walka w kategorii lekkiej:  Alexander Volkanovski –  Yusuke Kasuya

Zwycięstwo
- Walka w kategorii półciężkiej:  Tyson Pedro –  Khalil Rountree Jr.

Zwycięstwo Pedro przez poddanie w 1 rundzie
- Walka kobiet w kategorii słomkowej:  Seo Hee Ham –  Danielle Taylor

Zwycięstwo Taylor przez niejednogłośną decyzję sędziów
Karta Wstępna:
- Walka w kategorii średniej:  Daniel Kelly –  Chris Camozzi

Zwycięstwo Kelly'ego przez jednogłośną decyzję sędziów
- Walka w kategorii lekkiej:  Damien Brown –  Jon Tuck

Zwycięstwo Browna przez niejednogłośną decyzję sędziów
- Walka w kategorii półśredniej:  Richard Walsh –  Jonathan Meunier

Zwycięstwo Meuniera przez jednogłośną decyzję sędziów
- Walka w kategorii muszej:  Geane Herrera –  Ben Nguyen

Zwycięstwo Nguyena przez jednogłośną decyzję sędziów
- Walka w kategorii piórkowej:  Dan Hooker –  Jason Knight

Zwycięstwo Knighta przez jednogłośną decyzję sędziów
- Walka w kategorii piórkowej:  Guangyou Ning –  Marlon Vera

Zwycięstwo Very przez jednogłośną decyzję sędziów
- Walka w kategorii muszej:  Zhikui Yao –  Jenel Lausa

Zwycięstwo Lausy przez jednogłośną decyzję sędziów
Nagrody bonusowe:
- Walka wieczoru →  Robert Whittaker –  Derek Brunson
- Występ wieczoru →  Tyson Pedro oraz  Robert Whittaker

### UFC Fight Night 110: Lewis vs. Hunt
Walka Wieczoru:
- Walka w kategorii ciężkiej:  Derrick Lewis –  Mark Hunt

Zwycięstwo Hunta przez TKO w 4 rundzie

Karta Główna:
- Walka w kategorii średniej:  Daniel Kelly –  Derek Brunson

Zwycięstwo Brunsona przez KO w 1 rundzie
- Walka w kategorii lekkiej:  Dan Hooker –  Ross Pearson

Zwycięstwo Hookera przez KO w 2 rundzie
- Walka w kategorii półciężkiej:   Henrique da Silva  –  Ion Cuțelaba

Zwycięstwo Cuțelaby przez KO w 1 rundzie
- Walka w kategorii muszej:  Tim Elliott –  Ben Nguyen

Zwycięstwo Nguyena przez poddanie w 1 rundzie
- Walka w kategorii piórkowej:  Alexander Volkanovski –  Mizuto Hirota

Zwycięstwo Volkanovski'ego przez jednogłośną decyzję sedziów
Karta Wstępna:
- Walka w kategorii lekkiej:  Damien Brown –  Vinc Pichel

Zwycięstwo Pichela przez KO w 1 rundzie
- Walka w kategorii półśredniej:  Luke Jumeau –  Dominique Steele

Zwycięstwo Jumeaua przez jednogłośną decyzję sędziów
- Walka w kategorii muszej:  Ashkan Mokhtarian –  John Moraga

Zwycięstwo Moragi przez jednogłośną decyzję sędziów
- Walka w kategorii półśredniej:  Kiichi Kunimoto –  Zak Ottow

Zwycięstwo Ottowa przez niejednogłośną decyzję sędziów
- Walka kobiet w limicie -53 kg:  Chan Mi Jeon –  JJ Aldrich

Zwycięstwo Aldrich przez jednogłośną decyzję sędziów
Nagrody bonusowe:
- Walka wieczoru →  Derrick Lewis –  Mark Hunt
- Występ wieczoru →  Dan Hooker oraz  Ben Nguyen

### UFC Fight Night 121: Werdum vs. Tybura
Walka Wieczoru:
- Walka w kategorii ciężkiej:  Fabrício Werdum –  Marcin Tybura

Zwycięstwo Werduma przez jednogłośną decyzję sędziów

Karta Główna:
- Walka kobiet w kategorii muszej:  Jessica-Rose Clark –  Bec Rawlings

Zwycięstwo Clark przez niejednogłośną decyzję sędziów
- Walka w kategorii półśredniej:  Tim Means –  Belal Muhammad

Zwycięstwo Muhammada przez niejednogłośną decyzję sędziów
- Walka w kategorii półśredniej:  Jake Matthews –  Bojan Veličković

Zwycięstwo Matthewsa przez niejednogłośną decyzję sędziów
- Walka w kategorii średniej:  Daniel Kelly –  Elias Theodorou

Zwycięstwo Theodorou przez jednogłośną decyzję sędziów
- Walka w kategorii piórkowej:  Shane Young –  Alexander Volkanovski

Zwycięstwo Volkanovski'ego przez jednogłośną decyzję sędziów
Karta Wstępna:
- Walka w kategorii muszej:  Ashkan Mokhtarian –  Ryan Benoit

Zwycięstwo Benoita przez KO w 3 rundzie
- Walka w kategorii lekkiej:  Will Brooks –  Nik Lentz

Zwycięstwo Lentza przez poddanie w 2 rundzie
- Walka w kategorii ciężkiej:  Tai Tuivasa –  Rashad Coulter

Zwycięstwo Tuivasy przez KO w 1 rundzie
- Walka w kategorii lekkiej:  Damien Brown –  Frank Camacho

Zwycięstwo Camacho przez niejednogłośną decyzję sędziów
- Walka kobiet w kategorii słomkowej:  Alex Chambers –  Nadia Kassem

Zwycięstwo Kassem przez jednogłośną decyzję sędziów
- Walka w kategorii muszej:  Jenel Lausa –  Eric Shelton

Zwycięstwo Sheltona przez jednogłośną decyzję sędziów
- Walka w kategorii ciężkiej:  Adam Wieczorek –  Anthony Hamilton

Zwycięstwo Wieczorka przez jednogłośną decyzję sędziów
Nagrody bonusowe:
- Walka wieczoru →   Damien Brown –  Frank Camacho
- Występ wieczoru →  Tai Tuivasa oraz  Nik Lentz

### UFC 221
Walka Wieczoru:
- Walka o tymczasowy pas mistrzowski UFC w kategorii średniej:  Yoel Romero –  Luke Rockhold

Zwycięstwo Romero przez KO w 3 rundzie

Karta Główna:
- Walka w kategorii ciężkiej:  Mark Hunt –  Curtis Blaydes

Zwycięstwo Blaydesa przez jednogłośną decyzję sędziów
- Walka w kategorii ciężkiej:  Tai Tuivasa –  Cyril Asker

Zwycięstwo Tuivasy przez TKO w 1 rundzie
- Walka w kategorii półśredniej:  Jake Matthews –  Li Jingliang

Zwycięstwo Matthewsa przez jednogłośną decyzję sędziów
- Walka w kategorii półciężkiej:  Tyson Pedro –  Saparbeg Safarov

Zwycięstwo Pedro przez poddanie w 1 rundzie
Karta Wstępna:
- Walka w kategorii lekkiej:  Damien Brown –  Dong Hyun Ma

Zwycięstwo Ma przez niejednogłośną decyzję sędziów
- Walka w kategorii średniej:  Rob Wilkinson –  Israel Adesanya

Zwycięstwo Adesanyi przez TKO w 2 rundzie
- Walka w kategorii piórkowej:  Alexander Volkanovski –  Jeremy Kennedy

Zwycięstwo Volkanovski'ego przez TKO w 2 rundzie
- Walka w kategorii muszej:  Jussier Formiga –  Ben Nguyen

Zwycięstwo Formingi przez poddanie w 3 rundzie
- Walka w kategorii lekkiej:  Ross Pearson –  Mizuto Hirota

Zwycięstwo Pearsona przez jednogłośną decyzję sędziów
- Walka w kategorii koguciej:  Teruto Ishihara –  Jose Alberto Quiñonez

Zwycięstwo Quiñoneza przez jednogłośną decyzję sędziów
- Walka w kategorii półśredniej:  Luke Jumeau –  Daichi Abe

Zwycięstwo Jumeaua przez jednogłośną decyzję sędziów
Nagrody bonusowe:
- Walka wieczoru →  Jake Matthews –  Li Jingliang
- Występ wieczoru →  Jussier Formiga oraz  Israel Adesanya

### UFC Fight Night 142: Dos Santos vs. Tuivasa
Walka Wieczoru:
- Walka w kategorii ciężkiej:  Junior dos Santos –  Tai Tuivasa

Zwycięstwo Dos Santosa przez TKO w 2 rundzie

Karta Główna:
- Walka w kategorii półciężkiej:  Tyson Pedro –  Maurício Rua

Zwycięstwo Ruy przez TKO w 3 rundzie
- Walka w kategorii ciężkiej:  Mark Hunt –  Justin Willis

Zwycięstwo Willisa przez jednogłośną decyzję sędziów
- Walka w kategorii półśredniej:  Jake Matthews –  Anthony Rocco Martin

Zwycięstwo Martina przez poddanie w 3 rundzie
- Walka w kategorii piórkowej:  Suman Mokhtarian –  Sodiq Yusuff

Zwycięstwo Yusuffa przez TKO w 1 rundzie
- Walka w kategorii półciężkiej:  Jimmy Crute –  Paul Craig

Zwycięstwo Crute przez poddanie w 3 rundzie
Karta Wstępna:
- Walka w kategorii półśredniej:  Yūshin Okami –  Aleksiej Kunczenko

Zwycięstwo Kunczenko przez jednogłośną decyzję sędziów
- Walka w kategorii muszej:  Wilson Reis –  Ben Nguyen

Zwycięstwo Reisa przez jednogłośną decyzję sędziów
- Walka w kategorii półśredniej:  Keita Nakamura –  Salim Touahri

Zwycięstwo Nakamury przez niejednogłośną decyzję sędziów
- Walka w kategorii muszej:  Kai Kara-France –  Elias Garcia

Zwycięstwo Kary-France przez jednogłośną decyzję sędziów
- Walka w kategorii lekkiej:  Mizuto Hirota –  Christos Giagos

Zwycięstwo Giagosa przez jednogłośną decyzję sędziów
- Walka w kategorii lekkiej:  Damir Ismagułow –  Alex Gorgees

Zwycięstwo Ismagułowa przez jednogłośna decyzję sędziów
Nagrody bonusowe:
- Walka wieczoru →  Kai Kara-France –  Elias Garcia
- Występ wieczoru →  Maurício Rua oraz  Sodiq Yusuff

### UFC 234
Walka Wieczoru:
- Walka w kategorii :  Israel Adesanya –  Anderson Silva

Zwycięstwo Adesanyi przez jednogłośną decyzję sędziów

Karta Główna:
- Walka w kategorii lekkiej:  Marcos Rosa Mariano –  Lando Vannata

Zwycięstwo Vannaty przez poddanie w 1 rundzie
- Walka w kategorii koguciej:  Rani Yahya –  Ricky Simón

Zwycięstwo Simona przez jednogłośną decyzję sędziów
- Walka kobiet w kategorii muszej:  Nadia Kassem –  Montana De La Rosa

Zwycięstwo De La Rosy przez poddanie w 2 rundzie
- Walka w kategorii półcieżkiej:  Jimmy Crute –  Sam Alvey

Zwycięstwo Crute przez TKO w 1 rundzie
Karta Wstępna:
- Walka w kategorii lekkiej:  Dong Hyun Ma –  Devonte Smith

Zwycięstwo Smitha przez TKO w 1 rundzie
- Walka w kategorii piórkowej:  Shane Young –  Austin Arnett

Zwycięstwo Younga przez jednogłośną decyzję sędziów
- Walka w kategorii muszej:  Kai Kara-France –  Raulian Paiva

Zwycięstwo Kary-France przez niejednogłośną decyzję sędziów
- Walka w kategorii koguciej:  Teruto Ishihara –  Kyung Ho Kang

Zwycięstwo Kanga przez poddanie w 1 rundzie
- Walka w kategorii lekkiej:  Callan Potter –  Jalin Turner

Zwycięstwo Turnera przez KO w 1 rundzie
- Walka w kategorii koguciej:  Wuliji Buren –  Jonathan Martinez

Zwycięstwo Martineza przez jednogłośną decyzję sędziów
Nagrody bonusowe:
- Walka wieczoru →  Israel Adesanya –  Anderson Silva
- Występ wieczoru →  Montana De La Rosa oraz  Devonte Smith

### UFC 243
Walka Wieczoru:
- Walka o pas mistrzowski UFC w kategorii średniej:  Robert Whittaker –  Israel Adesanya

Zwycięstwo Adesanyi przez KO w 2 rundzie
Karta Główna:
- Walka w kategorii lekkiej:  Dan Hooker –  Al Iaquinta

Zwycięstwo Hookera przez jednogłośną decyzję sędziów
- Walka w kategorii ciężkiej:  Tai Tuivasa –  Sergiej Spiwak

Zwycięstwo Spiwaka przez poddanie w 2 rundzie
- Walka w kategorii półśredniej:  Luke Jumeau –  Dhiego Lima

Zwycięstwo Limy przez niejednogłośną decyzję sędziów
- Walka w kategorii ciężkiej:  Justin Tafa –  Yorgan De Castro

Zwycięstwo De Castro przez KO w 1 rundzie
Karta Wstępna:
- Walka w kategorii półśredniej:  Jake Matthews –  Rostem Akman

Zwycięstwo Matthewsa przez jednogłośną decyzję sędziów
- Walka w kategorii półśredniej:  Callan Potter –  Maki Pitolo

Zwycięstwo Pottera przez jednogłośną decyzję sędziów
- Walka w kategorii lekkiej:  Jamie Mullarkey –  Brad Riddell

Zwycięstwo Riddella przez jednogłośną decyzję sędziów
- Walka kobiet w kategorii piórkowej:  Megan Anderson –  Zarah Fairn

Zwycięstwo Anderson przez poddanie w 1 rundzie
- Walka kobiet w kategorii muszej:  Nadia Kassem –  Ji Yeon Kim

Zwycięstwo Kim przez TKO w 2 rundzie
- Walka w kategorii koguciej:  Bruno Silva –  Khalid Taha

No Contest (zmiana werdyktu)
Nagrody bonusowe:
- Walka wieczoru →  Jamie Mullarkey –  Brad Riddell
- Występ wieczoru →  Israel Adesanya oraz  Yorgan De Castro

### UFC on ESPN+ 26: Felder vs. Hooker
Walka Wieczoru:
- Walka w kategorii :  Paul Felder –  Dan Hooker

Zwycięstwo Hookera przez niejednogłośną decyzję sędziów
Karta Główna:
- Walka w kategorii półciężkiej:  Jimmy Crute –  Michał Oleksiejczuk

Zwycięstwo Crute przez poddanie w 1 rundzie
- Walka w kategorii :  Xiaonan Yan –  Karolina Kowalkiewicz-Zaborowska

Zwycięstwo Yan przez jednogłośną decyzję sędziów
- Walka w kategorii ciężkiej:  Ben Sosoli –  Marcos Rogério de Lima

Zwycięstwo de Limy przez TKO w 1 rundzie
- Walka w kategorii lekkiej:  Brad Riddell –  Magomied Mustafajew

Zwycięstwo Riddella przez niejednogłośną decyzję sędziów
- Walka w kategorii piórkowej:  Zubaira Tukhugov –  Kevin Aguilar

Zwycięstwo Tukhugova przez TKO w 1 rundzie
Karta Wstępna:
- Walka w kategorii lekkiej:  Josh Culibao –  Jalin Turner

Zwycięstwo Turnera przez TKO w 1 rundzie
- Walka w kategorii półśredniej:  Jake Matthews –  Emil Weber Meek

Zwycięstwo Matthewsa przez jednogłośną decyzję sędziów
- Walka w kategorii półśredniej:  Callan Potter –  Kenan Song

Zwycięstwo Songa przez TKO w 1 rundzie
- Walka w kategorii muszej:  Kai Kara-France –  Tyson Nam

Zwycięstwo Kary-France przez jednogłośną decyzję sędziów
- Walka kobiet w kategorii słomkowej:  Loma Lookboonmee –  Angela Hill

Zwycięstwo Hill przez jednogłośną decyzję sędziów
- Walka kobiet w kategorii muszej:  Priscila Cachoeira –  Shana Dobson

Zwycięstwo Cachoeiry przez KO w 1 rundzie

Nagrody bonusowe:
- Walka wieczoru →  Paul Felder –  Dan Hooker
- Występ wieczoru →  Jimmy Crute oraz  Priscila Cachoeira

### UFC 284
Walka Wieczoru:
- Walka o pas mistrzowski UFC w kategorii lekkiej:  Isłam Machaczew –  Alexander Volkanovski

Zwycięstwo Machaczewa przez jednogłośną decyzję sędziów
Karta Główna:
- Walka o tymczasowy pas mistrzowski UFC w kategorii piórkowej:  Yair Rodríguez –  Josh Emmett

Zwycięstwo Rodrigueza przez poddanie w 2 rundzie
- Walka w kategorii półśredniej:  Jack Della Maddalena –  Randy Brown

Zwycięstwo Maddaleny przez poddanie w 1 rundzie
- Walka w kategorii ciężkiej:  Justin Tafa –  Parker Porter

Zwycięstwo Tafy przez KO w 1 rundzie
- Walka w kategorii półciężkiej:  Jimmy Crute –  Alonzo Menifield

Remis większościowy
Karta Wstępna:
- Walka w kategorii półciężkiej:  Tyson Pedro –  Modestas Bukauskas

Zwycięstwo Bukauskasa przez jednogłośną decyzję sędziów
- Walka w kategorii piórkowej:  Melsik Baghdasaryan –  Josh Culibao

Zwycięstwo Culibao przez poddanie w 2 rundzie
- Walka w kategorii muszej:  Shannon Ross –  Kleydson Rodrigues

Zwycięstwo Rodriguesa przez TKO w 1 rundzie
- Walka w kategorii lekkiej:  Francisco Prado –  Jamie Mullarkey

Zwycięstwo Mullarkeya przez jednogłośną decyzję sędziów
- Walka w kategorii piórkowej:  Jack Jenkins –  Don Shainis

Zwycięstwo Jenkinsa przez jednogłośną decyzję sędziów
- Walka kobiet w kategorii słomkowej:  Loma Lookboonmee –  Elise Reed

Zwycięstwo Lookboonmee przez poddanie w 2 rundzie
- Walka w kategorii piórkowej:  Shane Young –  Blake Bilder

Zwycięstwo Bildera przez jednogłośną decyzję sędziów
- Walka w kategorii lekkiej:  Elves Brener –  Zubaira Tukhugov

Zwycięstwo Brenera przez niejednogłośną decyzję sędziów

Nagrody bonusowe:
- Walka wieczoru →  Isłam Machaczew –  Alexander Volkanovski
- Występ wieczoru →  Jack Della Maddalena oraz  Yair Rodríguez

### UFC 293
Walka Wieczoru:
- Walka o pas mistrzowski UFC w kategorii średniej:  Israel Adesanya –  Sean Strickland

Zwycięstwo Stricklanda przez jednogłośną decyzję sędziów
Karta Główna:
- Walka w kategorii ciężkiej:  Tai Tuivasa –  Aleksandr Wołkow

Zwycięstwo Wołkowa przez poddanie w 2 rundzie
- Walka w kategorii muszej:  Felipe dos Santos –  Manel Kape

Zwycięstwo Kape przez jednogłośną decyzję sędziów
- Walka w kategorii półciężkiej:  Justin Tafa –  Austen Lane

Zwycięstwo Tafy przez KO w 1 rundzie
- Walka w kategorii ciężkiej:  Tyson Pedro –  Anton Turkalj

Zwycięstwo Pedro przez KO w 1 rundzie
Karta Wstępna:
- Walka w kategorii półciężkiej:  Carlos Ulberg –  Da Un Jung

Zwycięstwo Ulberga przez poddanie w 3 rundzie
- Walka w kategorii piórkowej:  Jack Jenkins –  Chepe Mariscal

Zwycięstwo Mariscala przez TKO w 2 rundzie
- Walka w kategorii lekkiej:  Jamie Mullarkey –  John Makdessi

Zwycięstwo Mullarkeya przez jednogłośną decyzję sędziów
- Walka w kategorii lekkiej:  Nasrat Haqparast –  Landon Quiñones

Zwycięstwo Haqparasta przez jednogłośną decyzję sędziów
- Walka w kategorii półśredniej:  Charles Radtke –  Mike Mathetha

Zwycięstwo Radtke przez jednogłośną decyzję sędziów
- Walka w kategorii piórkowej:  Shane Young –  Gabriel Miranda

Zwycięstwo Mirandy przez poddanie w 1 rundzie
- Walka w kategorii półśredniej:  Kevin Jousset –  Kiefer Crosbie

Zwycięstwo Jousseta przez poddanie w 1 rundzie
Nagrody bonusowe:
- Walka wieczoru →  Felipe dos Santos –  Manel Kape
- Występ wieczoru →  Justin Tafa oraz  Sean Strickland

### UFC  305
Walka Wieczoru:
- Walka o pas mistrzowski UFC w kategorii średniej:  Dricus Du Plessis –  Israel Adesanya

Zwycięstwo Du Plessisa przez poddanie w 4 rundzie

Karta Główna:
- Walka w kategorii muszej:  Steve Erceg –  Kai Kara-France

Zwycięstwo Kary-France przez TKO w 1 rundzie
- Walka w kategorii lekkiej:  Dan Hooker –  Mateusz Gamrot

Zwycięstwo Hookera przez niejednogłośną decyzję sędziów
- Walka w kategorii ciężkiej:  Tai Tuivasa –  Jairzinho Rozenstruik

Zwycięstwo Rozenstruika przez niejednogłośną decyzję sędziów
- Walka w kategorii półśredniej:  Carlos Prates –  Li Jingliang

Zwycięstwo Pratesa przez KO w 2 rundzie
Karta Wstępna:
- Walka w kategorii ciężkiej:  Junior Tafa –  Valter Walker

Zwycięstwo Walkera przez poddanie w 1 rundzie
- Walka w kategorii piórkowej:  Josh Culibao –  Ricardo Ramos

Zwycięstwo Ramosa przez niejednogłośną decyzję sędziów
- Walka kobiet w kategorii muszej:  Luana Santos –  Casey O'Neill

Zwycięstwo O'Neill przez jednogłośną decyzję sędziów
- Walka w kategorii piórkowej:  Jack Jenkins –  Herbert Burns

Zwycięstwo Jenkinsa przez KO w 3 rundzie
- Walka w kategorii lekkiej:  Tom Nolan –  Alex Reyes

Zwycięstwo Nolana przez jednogłośną decyzję sędziów
- Walka w kategorii lekkiej:  Kenan Song –  Ricky Glenn

Zwycięstwo Songa przez jednogłośną decyzję sędziów
- Walka w kategorii muszej:  Stewart Nicoll –  Jesus Aguilar

Zwycięstwo Aguilara przez poddanie w 1 rundzie

Nagrody bonusowe:
- Walka wieczoru →  Dan Hooker –  Mateusz Gamrot
- Występ wieczoru →  Kai Kara-France oraz  Carlos Prates

### UFC  312
Walka Wieczoru
- Walka o pas mistrzowski UFC w kategorii średniej:  Dricus Du Plessis –  Sean Strickland

Zwycięstwo Du Plessisa przez jednogłośną decyzję sędziów
Karta Główna
- Walka o pas mistrzyni UFC w kategorii słomkowej:  Zhang Weili –  Tatiana Suarez

Zwycięstwo Zhang przez jednogłośną decyzję sędziów
- Walka w kategorii ciężkiej:  Justin Tafa –  Tallison Teixeira

Zwycięstwo Teixeiry przez TKO w 1 rundzie
- Walka w kategorii półciężkiej:  Jimmy Crute –  Rodolfo Bellato

Remis większościowy
- Walka w kategorii półśredniej:  Francisco Prado –  Jake Matthews

Zwycięstwo Matthewsa przez jednogłośną decyzję sędziów
Karta Wstępna
- Walka w kategorii piórkowej:  Jack Jenkins –  Gabriel Santos

Zwycięstwo Santosa przez poddanie w 3 rundzie
- Walka w kategorii lekkiej:  Tom Nolan –  Viacheslav Borshchev

Zwycięstwo Nolana przez jednogłośną decyzję sędziów
- Walka kobiet w kategorii muszej:  Bruna Brasil –  Wang Cong

Zwycięstwo Cong jednogłośną decyzję sędziów
- Walka w kategorii koguciej:  Colby Thicknesse –  Aleksandre Topuria

Zwycięstwo Topurii przez jednogłośną decyzję sędziów
- Walka w kategorii lekkiej:  Rong Zhu –  Kody Steele

Zwycięstwo Zhu jednogłośną decyzję sędziów
- Walka w kategorii półśredniej:  Jonathan Micallef –  Kevin Jousset

Zwycięstwo Micallefa przez jednogłośną decyzję sędziów
- Walka w kategorii lekkiej:  Quillan Salkilld –  Anshul Jubli

Zwycięstwo Salkillda przez TKO w 1 rundzie

Nagrody bonusowe:
- Walka wieczoru →  Rong Zhu –  Kody Steele
- Występ wieczoru →  Quillan Salkilld oraz  Tallison Teixeira

### UFC
Walka Wieczoru
- Walka w kategorii :  TBA –  TBA

Karta Główna
- Walka w kategorii :  TBA –  TBA

Karta Wstępna
- Walka w kategorii :  TBA –  TBA

Nagrody bonusowe:
- Walka wieczoru →  –
- Występ wieczoru →